# Machaonia pubescens
Machaonia pubescens är en måreväxtart som beskrevs av Attila L. Borhidi och M.Fernández Zeq.. Machaonia pubescens ingår i släktet Machaonia och familjen måreväxter. Inga underarter finns listade i Catalogue of Life.